# جيروم كوين
جيروم كوين (بالإنجليزية: Jerome Quinn)‏ هو سياسي أمريكي، ولد في 23 مايو 1910، وتوفي في 29 فبراير 2008. انتخب عضو جمعية ولاية ويسكونسن.